# Cameron Mathison

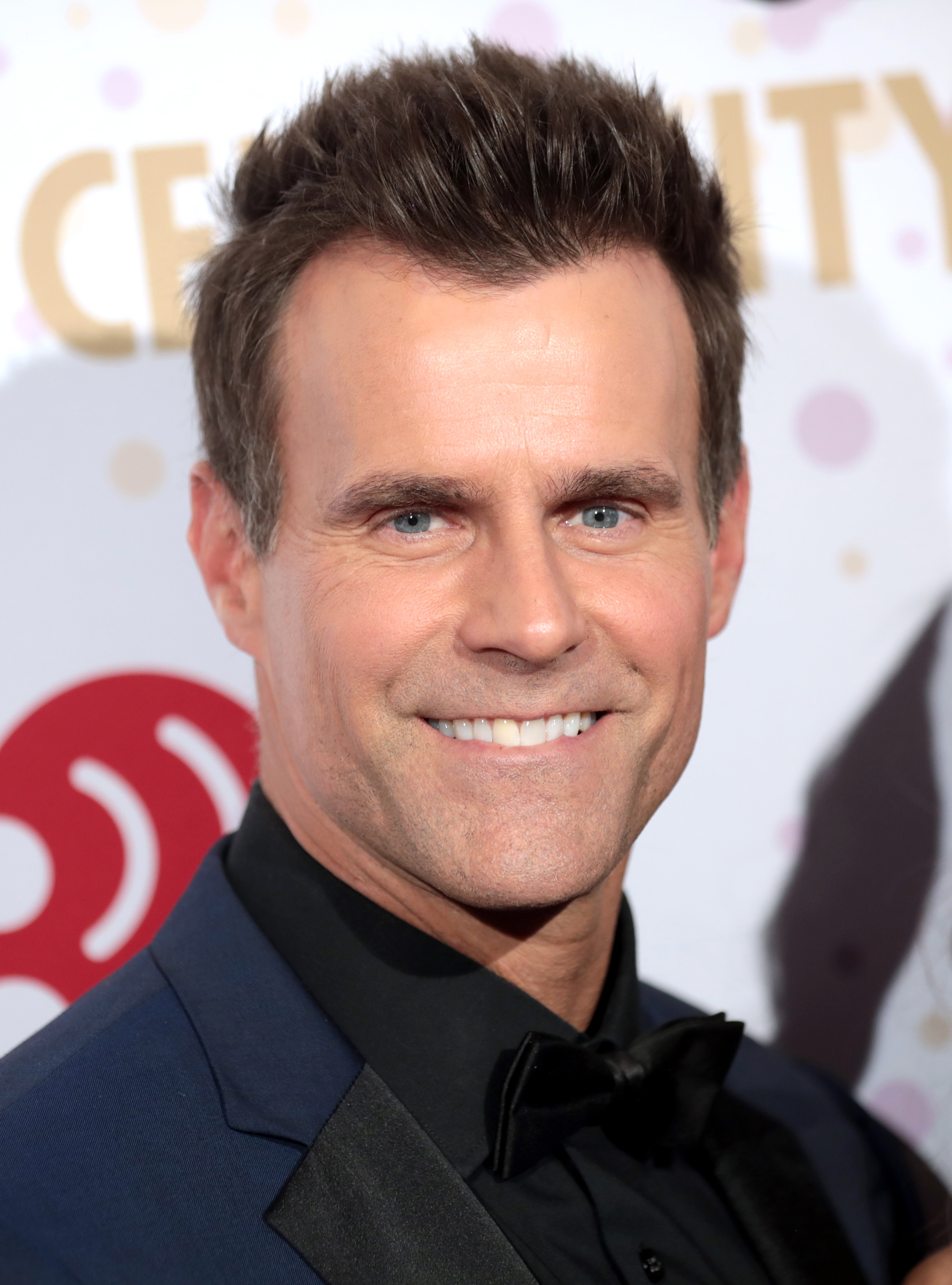
Cameron Mathison (2022)

Cameron Mathison (* 25. August 1969) ist ein kanadischer Schauspieler.

## Leben und Karriere
Mathison wurde in einer Familie mit zwei Söhnen geboren. Er schloss sein Studium an der McGill University ab und begann danach als Model zu arbeiten und trat in Werbespots in Kanada, den USA und Europa auf. Seinen ersten Kinoauftritt hatte er im Film Studio 54, zuvor war er in einigen Fernsehproduktionen zu sehen.
Er spielte von 1998 bis 2011 eine regelmäßige Rolle in der Seifenoper All My Children. Er gewann den Soap Opera Digest Award und wurde außerdem für einen Daytime Emmy Award nominiert. Im Jahr 2004 moderierte er die Reality-Show I Wanna Be a Soap Star. Sein Schaffen als Schauspieler umfasst mehr als 40 Produktionen. Seit 2021 ist er in General Hospital zu sehen.
Er nahm an der fünften Staffel von Dancing with the Stars teil.
Im Jahr 2002 heiratete er das Model Vanessa Marie Arevalo. Das Paar gab am 31. Juli 2024 seine Trennung bekannt. Es hat zwei gemeinsame Kinder.

## Filmografie (Auswahl)
- 1998: Studio 54
- 1998–2011: All My Children (Fernsehserie)
- 2013: Der Traum vom Glück (Holidaze)